# Fussballclub Basel 1893 (femminile)
Il Fussballclub Basel 1893, noto in Italia come FC Basilea o Basilea, è una squadra di calcio femminile svizzera con sede a Basilea, sezione femminile dell'omonimo club maschile.  Milita in Women's Super League, il massimo livello del campionato svizzero di categoria.

## Storia
La squadra femminile del Basilea 1893 è stata costituita rilevando quella del Concordia Basilea che aveva concluso la stagione 2008-2009 all'8º posto in classifica.
Dopo che al suo campionato di debutto, la Lega Nazionale A 2009-2010, riesce ad ottenere il diritto di rimanere nel livello di vertice del campionato svizzero allo spareggio salvezza, gli anni successivi vedono la squadra terminare i campionati sempre in abbondante zona salvezza, con due terzi posti nella stagione 2011-2012, 2013-2014 e 2016-2017, inframezzato dal secondo al termine di quello 2014-2015 e 2017-2018 che vale alla squadra l'accesso alla UEFA Women's Champions League per la prima volta nella sua storia sportiva.

## Palmarès

### Competizioni nazionali
- Coppa Svizzera: 1

2013-2014

### Altri piazzamenti
- Campionato svizzero:

Secondo posto: 2012-2013, 2014-2015, 2017-2018
Terzo posto: 2010-2011, 2013-2014, 2015-2016, 2016-2017
- Coppa Svizzera:

Finalista: 2012-2013, 2014-2015
Semifinalista: 2015-2016

## Organico

### Rosa 2022-2023
| N. |                        | Ruolo | Calciatrice       |
| -- | ---------------------- | ----- | ----------------- |
| 1  | Svizzera (bandiera)    | P     | Michèle Tschudin  |
| 2  | Svizzera (bandiera)    | D     | Lou Bénard        |
| 3  | Svizzera (bandiera)    | D     | Gianna Ferrara    |
| 4  | Slovenia (bandiera)    | D     | Lana Golob        |
| 5  | Svizzera (bandiera)    | D     | Flavia Lüscher    |
| 6  | Inghilterra (bandiera) | D     | Yasmin Rüpke      |
| 7  | Svizzera (bandiera)    | C     | Sonja Merazguia   |
| 8  | Croazia (bandiera)     | A     | Kristina Šundov   |
| 9  | Francia (bandiera)     | A     | Adélie Fourré     |
| 10 | Svizzera (bandiera)    | C     | Vanessa Hoti      |
| 11 | Svizzera (bandiera)    | A     | Tyara Buser       |
| 12 | Belgio (bandiera)      | C     | Kassandra Missipo |
| 13 | Germania (bandiera)    | C     | Chiara Schmid     |
| 14 | Francia (bandiera)     | C     | Selina Fockers    |

| N. |                     | Ruolo | Calciatrice       |
| -- | ------------------- | ----- | ----------------- |
| 17 | Svizzera (bandiera) | C     | Jana Kaiser       |
| 18 | Svizzera (bandiera) | D     | Juliana Gütermann |
| 19 | Svizzera (bandiera) | D     | Juliette Vidal    |
| 21 | Svizzera (bandiera) | P     | Selina Wölfe      |
| 22 | Svizzera (bandiera) | D     | Anna Miotto       |
| 23 | Svizzera (bandiera) | A     | Courtney Strode   |
| 24 | Svizzera (bandiera) | A     | Amira Arfaoui     |
| 25 | Svizzera (bandiera) | D     | Lara Schmidt      |
| 27 | Austria (bandiera)  | C     | Barbara Reger     |
| 28 | Svizzera (bandiera) | P     | Silia Plöchinger  |
| 29 | Svizzera (bandiera) | D     | Nia Szenk         |
| 30 | Svizzera (bandiera) | C     | Luana Mertinatsch |
| 77 | Svizzera (bandiera) | C     | Mimoza Hamidi     |